# Śmiłowice (gmina w województwie bydgoskim)
Śmiłowice (pocz. Smołowice) – dawna gmina wiejska istniejąca do 1954 roku w woj. warszawskim, pomorskim i bydgoskim. Przed wojną siedzibą władz gminy były Śmiłowice, a po wojnie Choceń.
W okresie międzywojennym gmina Śmiłowice należała do powiatu włocławskiego w woj. warszawskim. 1 kwietnia 1938 roku gminę wraz z całym powiatem włocławskim przeniesiono do woj. pomorskiego.
Po wojnie gmina weszła w skład terytorialnie zmienionego woj. pomorskiego, przemianowanego 6 lipca 1950 roku na woj. bydgoskie. Według stanu z 1 lipca 1952 roku gmina była podzielona na 42 gromady.
Gmina została zniesiona 29 września 1954 roku wraz z reformą wprowadzającą gromady w miejsce gmin. Jednostki nie przywrócono 1 stycznia 1973 roku po reaktywowaniu gmin, a jej obszar wszedł głównie w skład nowych gmin Choceń i Włocławek.